# John Blund
För andra betydelser, se John Blund (olika betydelser).
John Blund eller Jon Blund är en folkloristiskt mytologisk sagofigur av nord- och centraleuropeiskt ursprung, besläktad med den romerska mytologins Somnus, och är på olika sätt kopplad till sömnen. Andra namn är till exempel danskans Ole Lukøie, tyskans Sandmann och engelskans Sandman. Den östtyska dockfilmsserien Unser Sandmännchen sändes på 1970-talet i svensk TV under titeln John Blund, och Neil Gaimans seriefigur The Sandman har fått internationell spridning.

## Beskrivning
Figuren förekommer i godnattsagor och små verser för att hjälpa barn att somna på kvällen. Jon Blund avbildas ofta som en liten man eller pojke, ibland utrustad med vingar. Han kommer tyst, stänker sand, eller ett magiskt sömnpulver i ögonen på barnen för att framkalla sömnighet, men det förekommer också att han sprayar söt mjölk eller ger en puss för att få barn att lugna sig och drömma sött. Sanden kan tolkas som en förklaring till smolken i ögat efter att man sovit, vilket är rester av tårar som samlas i ögonvrån under natten.

## Historia

### Norden
Det första skriftliga belägget för Jon Blund-gestalten i Norden återfinns i Olof Verelius lexikon Index lingvæ veteris scythoscandicæ sive gothicæ från 1691, där han kallas för Joen Blund och jämförs med Eddans Blundur och latinske Somnus (grekiskans Hypnos).
Under 1700-talet omskrivs han som en sömngivare som kommer speciellt till barn. Namnet Jon Blund förekommer i en text från 1710 av den svenske poeten Johan Runius.
Den danske författaren H.C. Andersen gav 1841 honom gestalt i sagan om Ole Lukøie ('Ola Blunda'; i svensk översättning Jon Blund), även spridd under motsvarande namn (stavat som Ole Lukkøye) i Norge.
John Blund försågs i H.C. Andersens illustrerade version med två sömnparaplyer, ett färgglatt för snälla och ett svart, utan bilder, för stygga barn. Han har även med sig en spruta med söt mjölk som han kan spruta in i ögonen på barnen. Då blir de så tunga i ögonlocken att de somnar.
I Finland har traditionen kring John Blund starkt påverkats av Zacharias Topelius, som bland annat i Prinsessan Lindagull (1848) beskriver Nukku-Matti ("Sömn-Mats", "Slummer-Mats", Topelius valde att använda ett finskt namn som ett alternativ till Unijukka ("Sömn-Jukka", "Dröm-Jukka", av uni, sömn, dröm, och Jukka, en finsk variant av Johannes), en finsk översättning av John Blund) och Fjäderholmarna som det ställe där man hamnar då man skall sova. «då stod vid hennes sida den gamle, vänlige gubben, som finnarne kalla Nukku Matti, som svenskarne kalla John Blund och som danskar och norrmän kalla Ole Luköje, – jag vet icke hvad han kallas i Persien, – och tog henne i sina armar, förde henne till Fjäderholmarnas sköna grottor och nedlade henne här på en bädd af doftande rosor. Allt var här så fridsamt och godt.»
På Färöarna strör Hákun torvmull i ögonen istället för sand.

### Central- och Västeuropa
I den mellaneuropeiska traditionen är Sandmann en figur som enligt sagan kommer och strör sand i barns ögon, detta för att sömnen skall inträda. Beviset, säger sagan, för att Sandmann har strött sand i ögonen, är de korn av torkade tårar som emellanåt förekommer i ögonen om morgonen. 
Denna tradition representeras i Tyskland av Sandmann, i Nederländerna av Klaas Vaak, i Frankrike av Marchand de sable och på Brittiska öarna av Sandman. Den tyska traditionen är påverkad bland annat av E.T.A. Hoffmanns berättelse Der Sandmann (svenska: Sandgubben) från 1816, medan den brittiska Sandman levt vidare bland annat via Neil Gaimans seriefigur The Sandman, benämnd som drömrikets härskare.

#### Östtyska John Blund

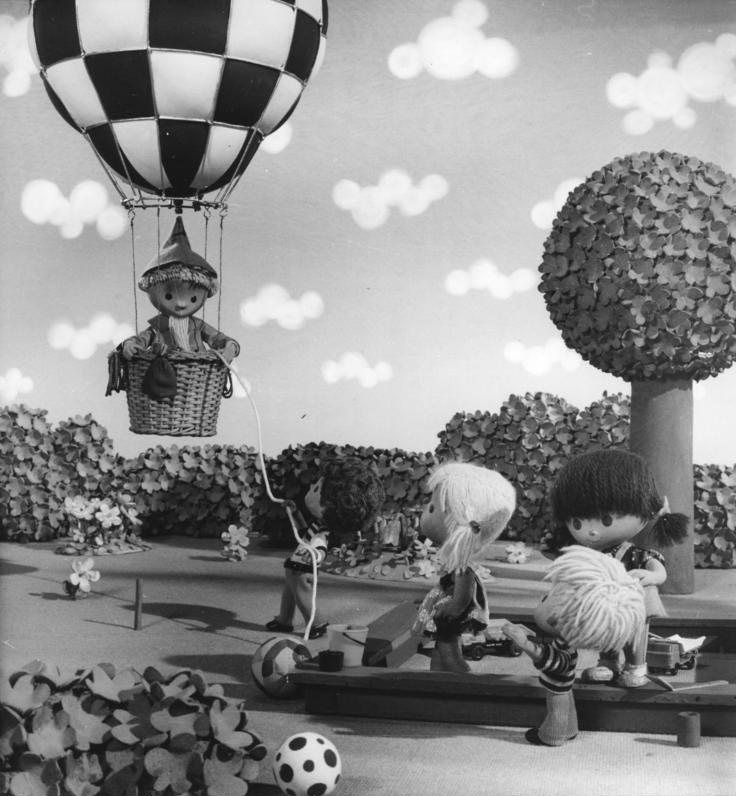
Östtyska John Blund sändes även i Sverige.

John Blund (på tyska Sandmann och Sandmännchen) är en serie dockfilmer som börjades visas i östtysk tv 1959 och blev en stor framgång. Dockfilmerna sänds fortfarande i tysk TV.
Serien såldes även till utländska TV-bolag. Bland annat Sveriges Television köpte in serien och visade den i Halvsju med Lennart Swahn som berättarröst.